# Slana River
Der Slana River ist ein etwa 100 Kilometer langer rechter Nebenfluss des Copper Rivers im Süden von des US-Bundesstaats Alaska. 

## Geographie

### Verlauf
Er wird von mehreren namenlosen Gletschern an der Südflanke der Alaskakette gespeist. Das Quellgebiet befindet sich 15 Kilometer südöstlich des Mount Kimball auf einer Höhe von 1500 m. Der Slana River fließt anfangs in südöstlicher Richtung. Die Wasserscheide zum Tanana River verläuft wenige Kilometer weiter nördlich. Der Slana River fließt nach etwa 50 Kilometern südlich am Mentasta Lake vorbei, dessen Abfluss Mentasta Creek in ihn mündet. Im Anschluss wendet sich der Slana River nach Süden und spaltet sich in mehrere Flussarme auf, die sich später wieder vereinigen. Der Slana River weist auf diesem Flussabschnitt zahlreiche Mäander auf. Südlich des Mentasta-Pass verläuft der Tok Cut-Off entlang dem Flusslauf. Das Flusstal bildet die westliche Abgrenzung der Mentasta Mountains. Im Unterlauf strömt der Slana River nach Südwesten und mündet schließlich in den Copper River. Knapp zwei Kilometer oberhalb der Mündung überquert die Nabesna Road den Fluss. An der Mündung befindet sich die Siedlung Slana.

### Einzugsgebiet
Der Slana River entwässert ein Areal von 1810 km².

## Name
Lieutenant Henry Tureman Allen dokumentierte im Jahr 1885 den indianischen Namen für den Fluss.